# Ian Clunies Ross
Pour les articles homonymes, voir Ross.
Sir William Ian Clunies Ross, membre de l'Ordre de Saint-Michel et Saint-Georges (22 février 1899, 20 juin 1959), est un scientifique vétérinaire australien. Il est décrit comme " l'architecte " de l'essor scientifique de l'Australie, pour son intendance de la Commonwealth Scientific and Industrial Research Organisation (CSIRO), l'organisation scientifique australienne.

## Famille
Ian Clunies Ross naît à Bathurst, Nouvelle-Galles du Sud le 22 février 1899. Son grand-père, Robert Clunies Ross, est un frère de John Clunies-Ross qui s'installa avec sa famille et son équipage sur les Îles Cocos en 1826-7 et Roi des îles Cocos. Il épouse Janet Leslie Carter le 6 octobre 1927, à Sydney, en Australie. Le couple a eu trois fils, Anthony, Adrian et David.

## Éducation
Clunies Ian Clunies Ross fait ses études au Newington College (1912-1916) et en 1917, il entre à l'Université de Sydney, à la faculté d'agriculture, et passe à la science vétérinaire. Début 1918, il obtient son diplôme avec mention très bien en 1920.
Son père est décédé en 1914, et ses frères Egerton et Rob Clunies Ian Clunies Ross sont morts pendant la Première Guerre mondiale, respectivement tués au combat et de la grippe pneumonique.

## Carrière vétérinaire
En 1921, Clunies Ian Clunies Ross obtient un poste temporaire de professeur d'anatomie vétérinaire. L'année suivante, il est nommé membre du Walter and Eliza Hall Institute of Medical Research, ce qui lui permet de voyager à l'étranger. Il a passé un an à travailler sur les parasites animaux au Molteno Institute for Research in Parasitology à Cambridge et à la School of Tropical Medicine à Londres. Il a également passé du temps aux États-Unis, principalement au Texas et en Louisiane, où il a étudié les méthodes de contrôle des maladies parasitaires sur le terrain. À son retour à Sydney, il a ouvert un cabinet vétérinaire, donné des conférences à l'université et poursuivi ses propres recherches sur l'Échinococcose. (Echinococcus granulosus), la douve du foie (Fasciola hepatica), et le parasite du chien (Ixodes holocyclus). Il développe une immunisation pour les chiens afin de les protéger contre la gale du chien.

## CSIR
En 1926, Clunies Ian Clunies Ross est nommé parasitologue au tout nouveau Council for Scientific and Industrial Research (CSIR), et est financé pour poursuivre ses recherches à l'école vétérinaire de l'université de Sydney. Le 6 octobre 1927, Ian épouse Janet Carter, diplômée anglaise avec mention, à l'église catholique apostolique de Redfern. Ils ont trois fils : Anthony, Adrian et David. Au milieu de l'année 1931, trois autres chercheurs travaillent avec lui et, en novembre 1931, l'équipe s'installe dans le nouveau laboratoire de santé animale McMaster du CSIR, Clunies Ross étant nommé officier responsable du laboratoire. En 1928, sa thèse sur le parasite hydatide est acceptée par l'Université de Sydney pour l'obtention du diplôme de docteur en sciences vétérinaires. Les travaux du laboratoire McMaster sur le contrôle de la douve du foie des moutons ont permis d'améliorer considérablement la santé animale et les revenus de l'agriculture dans les années 1930.

## Administration des sciences
Après son séjour au McMaster Laboratory, Clunies Ian Clunies Ross a passé du temps en Asie, et il était le représentant australien au Secrétariat international de la laine à Londres de 1937 à 1940. Il appréciait ce rôle administratif. Il a également été membre de la délégation australienne à l'Assemblée de la Société des Nations. en 1938. Lui et sa famille sont rentrés en Australie lorsque la Seconde Guerre mondiale a éclaté, il est retourné à l'école vétérinaire de l'Université de Sydney. Il est président de l'Australian Institute of International Affairs de 1941 à 1945. Il est un membre éminent de l'Association vétérinaire australienne. Il est un commentateur vocal des affaires internationales pendant le reste de sa carrière.

## CSIRO
En 1943, Clunies Ian Clunies Ross est nommé directeur du personnel scientifique au sein du Commonwealth Directorate of Manpower et également conseiller sur l'industrie pastorale auprès du Department of War Organization of Industry. Il a occupé ces postes jusqu'en 1945 tout en continuant le travail lié à son poste universitaire. À la fin de la guerre, il quitte l'université pour aider le CSIR à planifier la recherche sur les moutons et les textiles en laine. En 1946, il est nommé membre à temps plein du comité exécutif du CSIR, qui était situé à Melbourne. Il a occupé le poste de directeur exécutif du CSIR jusqu'en 1949, date à laquelle le CSIR est rebaptisé CSIRO. Il est président du CSIRO jusqu'à sa mort en 1959. Pendant cette période, il a supervisé la diffusion de la myxomatose pour le contrôle des lapins en Australie. Pendant sa retraite, il est président du Wallaby Club de Melbourne. 1954 - 1955.
Dans le cadre de ses fonctions au CSIRO, Clunies Ian Clunies Ross est entré en conflit avec le pionnier radioaspirateur. Ruby Payne-Scott au sujet du rôle des femmes dans l'organisation, et de son rôle en particulier. Les deux hommes se sont rencontrés en personne pour discuter de la disparité des salaires et des conditions de travail entre les employés masculins et féminins du CSIRO, mais cela n'a pas entraîné de changement du statu quo. Lorsque le mariage et la grossesse de Payne-Scott ont été révélés, les deux ont eu un échange de lettres hostile, et le CSIRO l'a par conséquent privée de son statut d'employée permanente et de ses fonds de pension.

## Dernières années et héritage
En 1954, Clunies Ian Clunies Ross est anoblie et nommée CMG, et est nommée membre fondateur de l'Académie des sciences australienne.
Clunies Ian Clunies Ross est décédé d'une maladie cardiaque athérosclérotique le 20 juin 1959 à Melbourne, et est enterré au cimetière de Box Hill.
La carrière de Ian Clunies Ross est largement commémorée en Australie. Le billet de banque australien de 50 dollars émis en 1973 célébrait Ian Clunies Ross sur une face, et Howard Walter Florey sur l'autre. Le Centre national des sciences à Parkville  est rebaptisé Clunies Ross House en 1968, et décoré d'une peinture murale de Robert Ingpen célébrant la carrière de Clunies Ross.

## Honneurs
De 1973 à 1995, une image de Clunies Ross figurait sur le revers du billet de cinquante dollars australien.
- Compagnon de l'Ordre de Saint-Michel et Saint-Georges (1er janvier 1954) en tant que président du CSIRO[7].
- Knight Bachelor (10 juin 1954) comme président du CSIRO[8].

### Porte-noms
- Clunies Ian Clunies Ross National Science and Technology Award.
- Clunies Ian Clunies Ross Street à Canberra , Australie.
- Clunies Ian Clunies Ross Street à Prospect (Nouvelle-Galles du Sud), Australie.
- Clunies Ian Clunies Ross Court à Brisbane Technology Park, Eight Mile Plains, Queensland, Australie.
- Clunies Ian Clunies Ross Award ou Australian Academy of Technological Sciences and Engineering à partir de 1959.
- Clunies Ian Clunies Ross House au Newington College.
- L'amphithéâtre Ian Clunies Ross dans le bâtiment J.D.Stewart, École des sciences vétérinaires, Université de Sydney.